# Verden járás
Verden járás egy járás Alsó-Szászország tartományban. Verden járás Osterholz, Rotenburg (Wümme) district, Heidekreis, Nienburg/Weser, Diepholz és Bréma járásokkal határos. Lakosainak száma 135 842 fő (2016. december 31.).

## Története
A kora újkorban a mai járás kerülete a verdeni és a brémai hercegséghez tartozott. 
A harmincéves háború után a terület a verdeni püspökség birodalmi hűbérbirtokként a svéd koronához került. 
Rövid dán uralom után Verden 1719-ben került a Braunschweig–Lüneburgi Választófejedelemség tulajdonába.
A Tilsiti békeszerződés szerint a kerület a Vesztfáliai Királyság, majd a franciai Département des Bouches-du-Weser része lett.
A bécsi kongresszus után Thedinghausen és Emtinghausen a Braunschweigi Hercegség, majd a Braunschweigi Szabadállam része volt 1945-ig. A körnéké pedig a Hannoveri Királyság része lett. A prágai békeszerződés alapján 1866-ban a Hannoveri Királyságot Poroszországhoz csatolták. 
Az 1885-ben alakult Verden és Achim járásokat az 1932-es járási reform során az új Verden járássá egyesítették. Az alsó-szászországi járási reformmal 1972. július 1-jén Thedinghausen és Emtinghausen a Verden járáshoz került.

## Népesség
A járás népessége az elmúlt években az alábbi módon változott:
| Lakosok száma | 132 129 | 135 842 | 136 792 |
|               | 2014    | 2016    | 2019    |

## Városok és községek

Önálló városok
1. Achim
2. Dörverden
3. Kirchlinteln
4. Langwedel
5. Ottersberg
6. Oyten
7. Verden (Aller), járási székhely

Községek
1. Blender
2. Emtinghausen
3. Riede
4. Thedinghausen

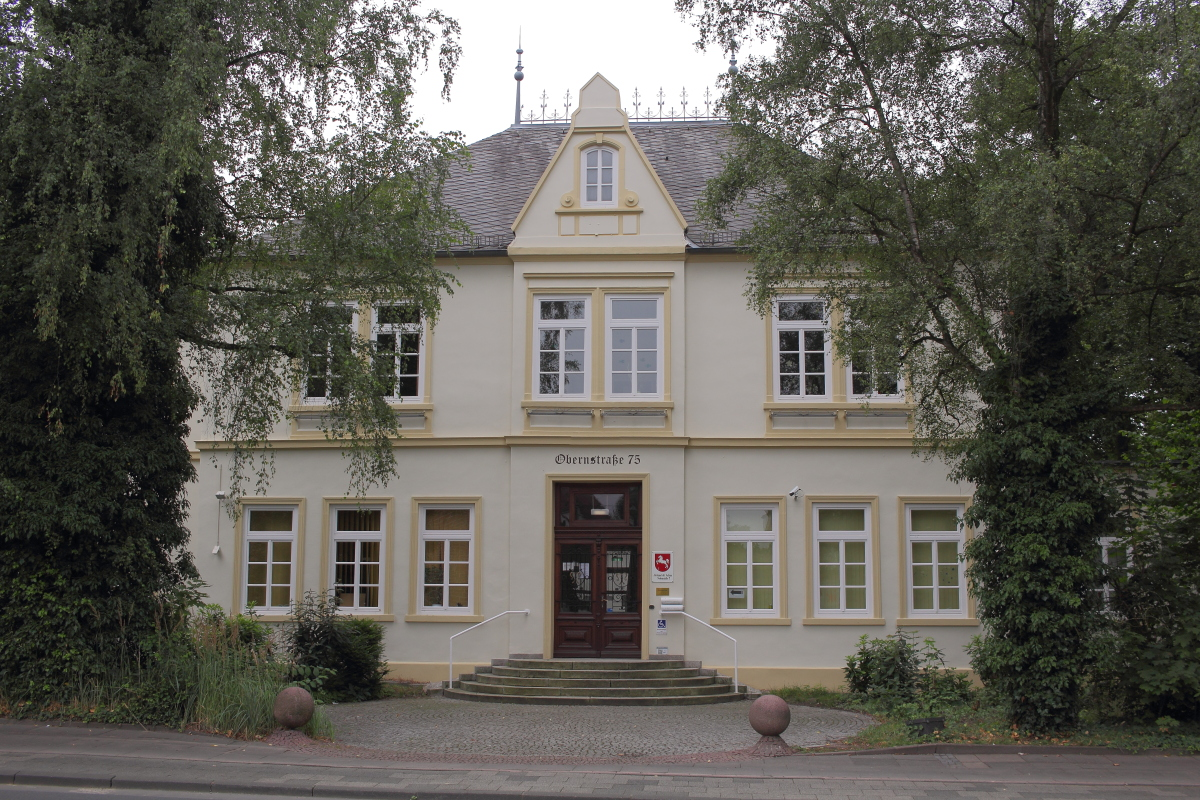
Achim, régi tanácsház
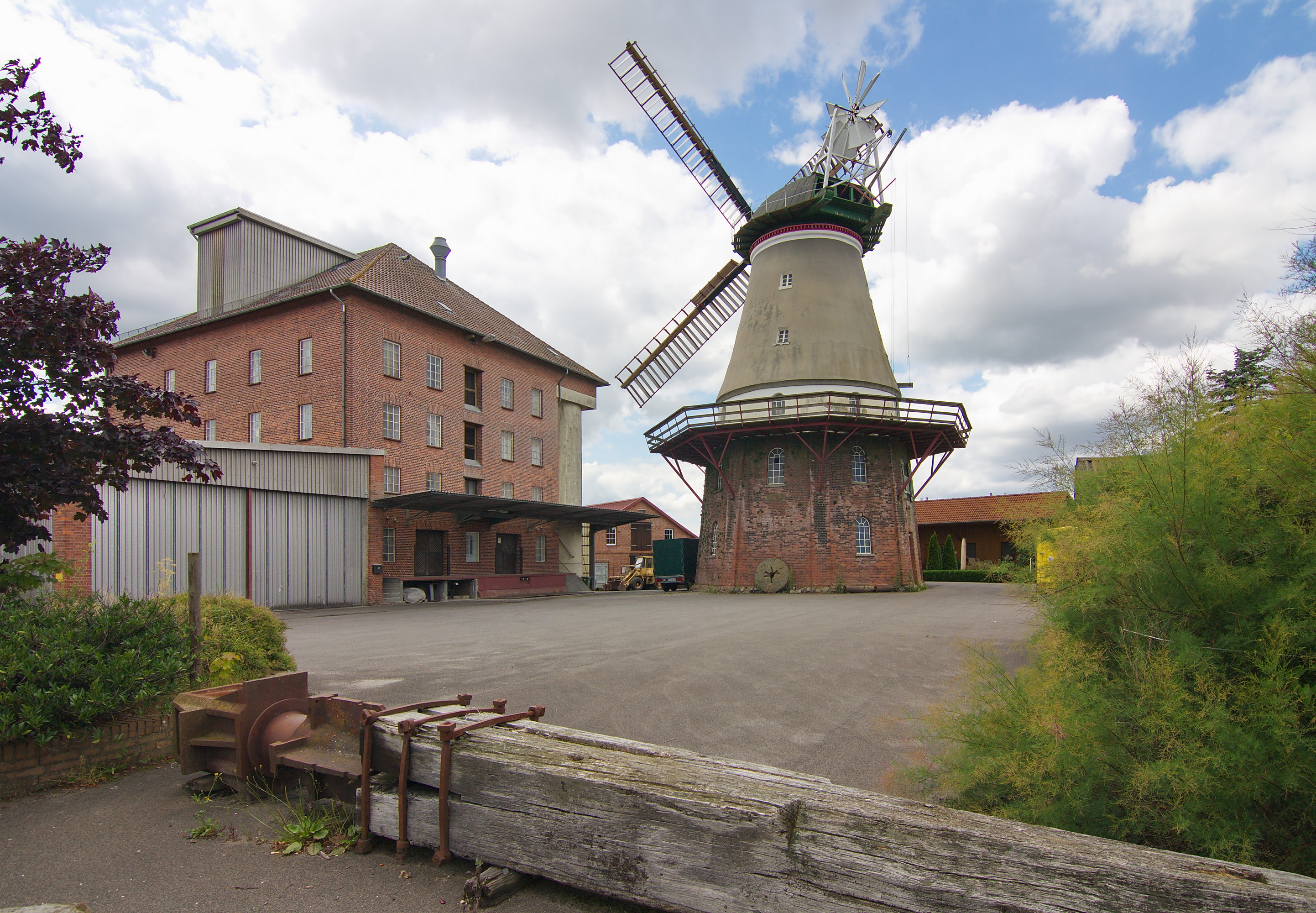
Dörverden
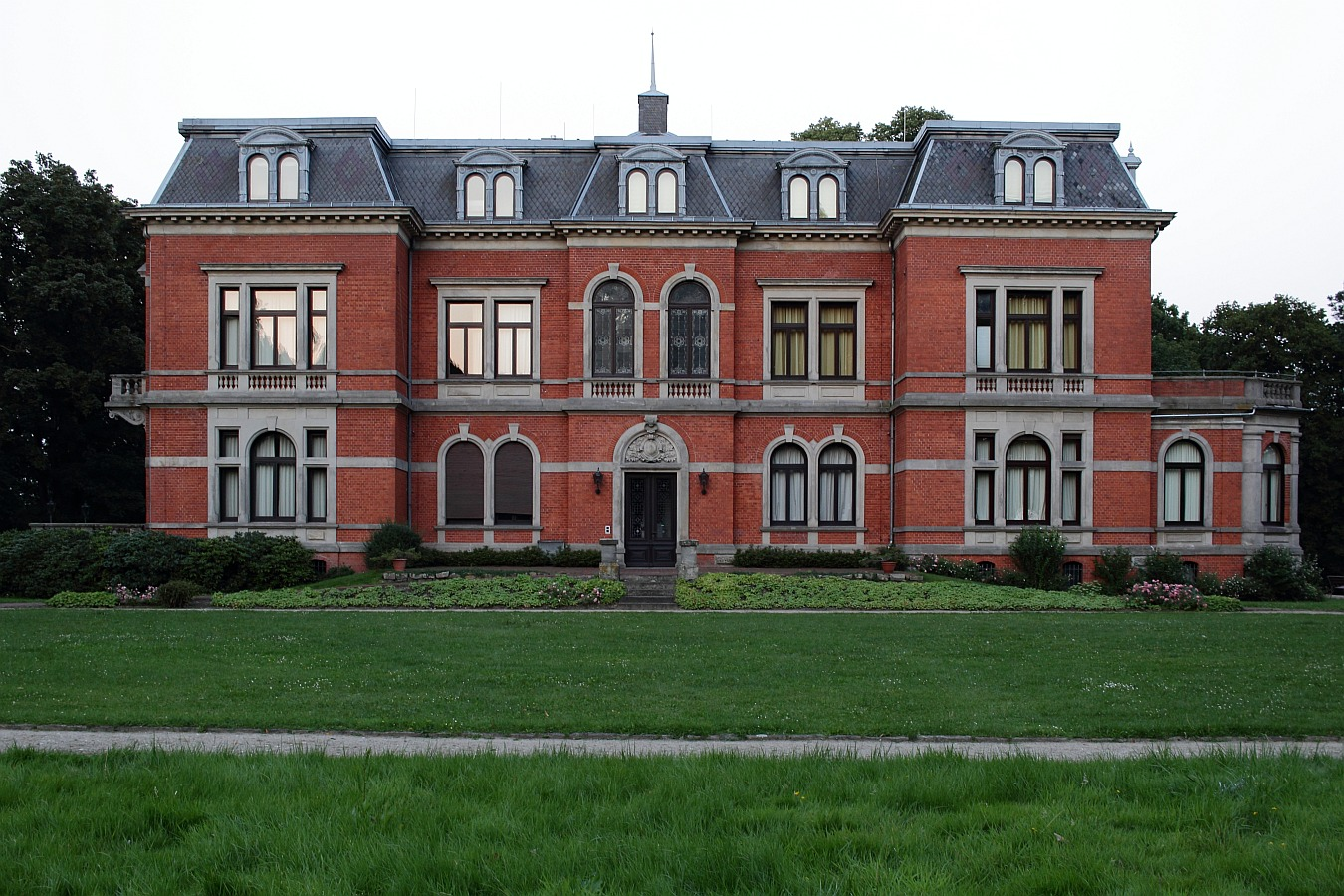
Langwedel, Etelsen kastély
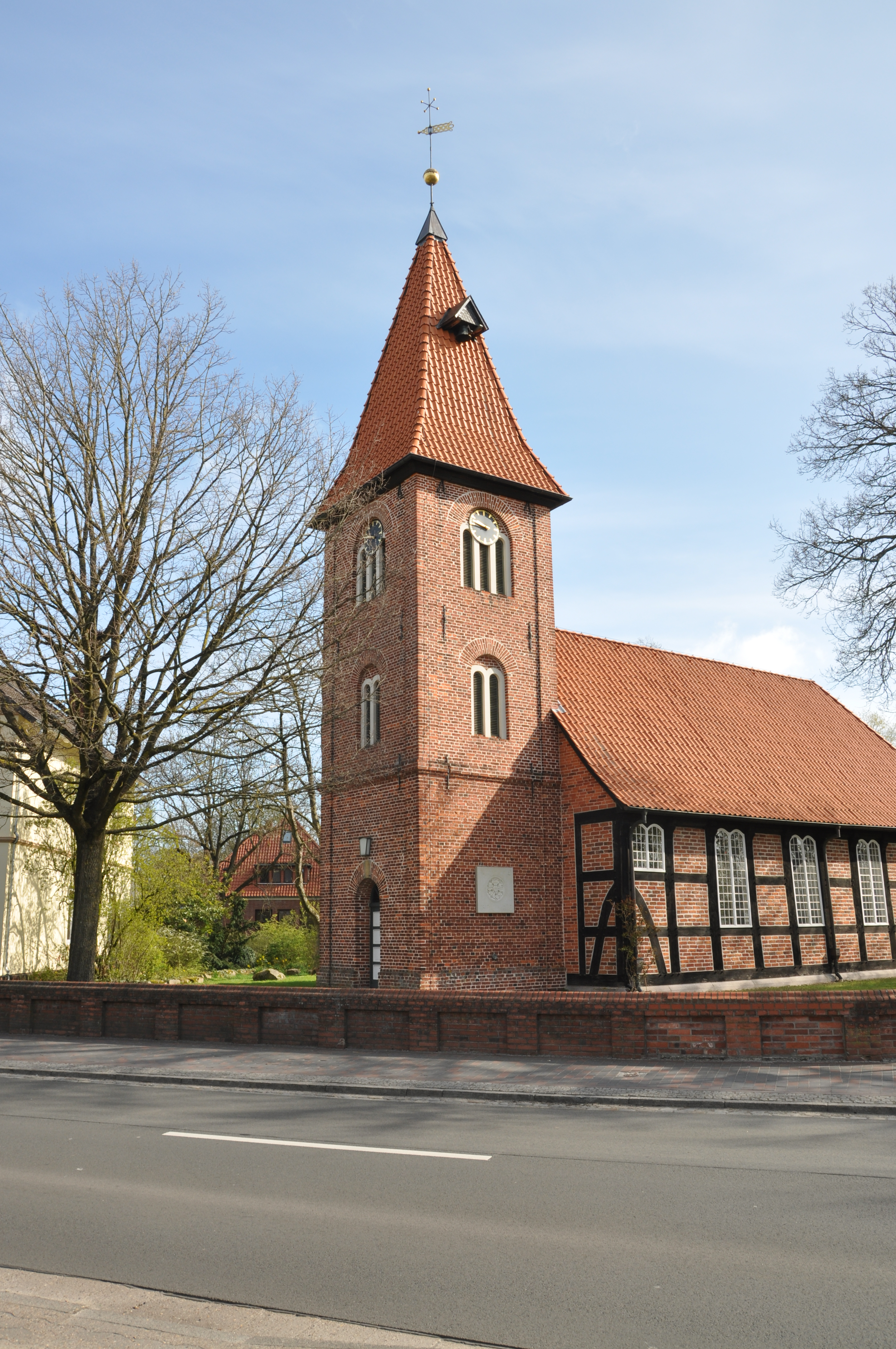
Ottersberg
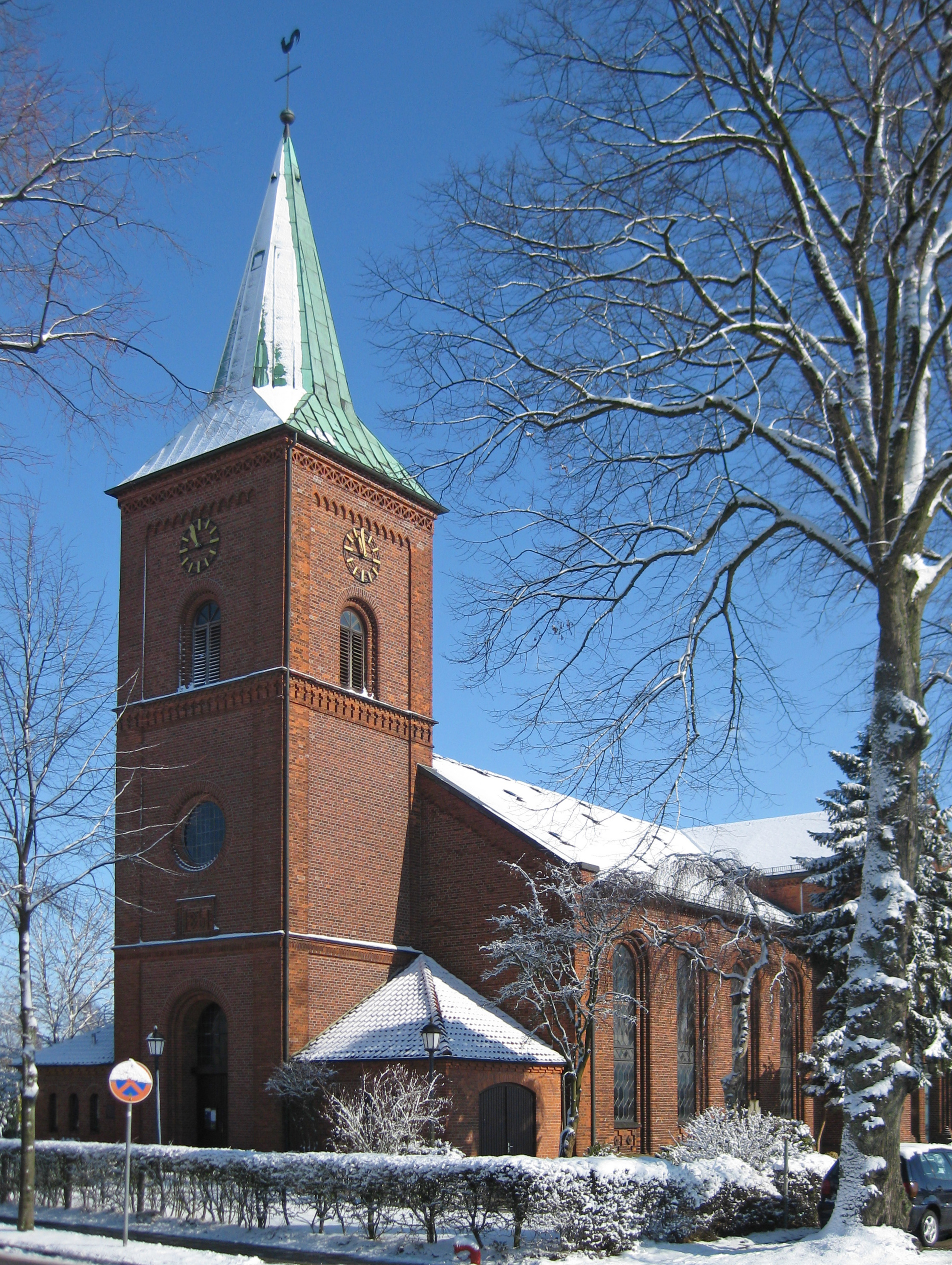
Oyten
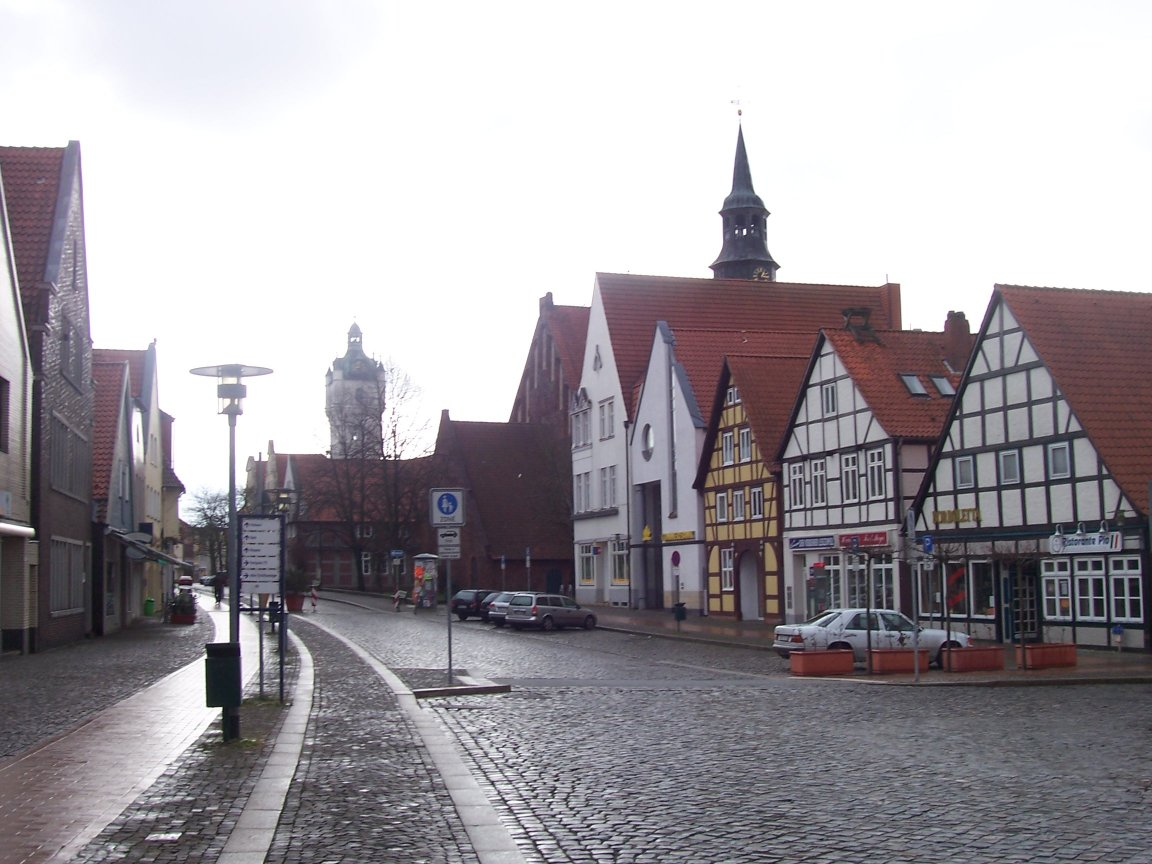
Verden